# Антим III Ефески
Антим (на гръцки: Άνθιμος) е православен духовник, митрополит на Вселенската патриаршия.

## Биография
Роден е в 1804 година в Солун. Учи в гръцкото училище в Солун при известния учител Астериос от Галатища. Служи като секретар на митрополит Йосиф Солунски (1810 - 1821). След избухването на Гръцкото въстание в 1821 година, заминава за Амбелакия в Тесалия, където епископ Антим Платамонски (1822 - 1833) го ръкополага за дякон. При митрополит Макарий Солунски (1824 - 1830) служи като секретар и архидякон на Солунската митрополия. В 1830 година последва подалия оставка митрополит Макарий на Света гора. Около 1831 година става протосингел на Кизическата митрополия.
През октомври 1839 година е избран за маронийски митрополит. През декември 1845 година става митрополит на Ефеската епархия и остава на поста до 14 юли 1853 година, когато подава оставка. Умира на 12 април 1879 година в Цариград.